# Copa Intercontinental de Futsal de Outubro de 1997
A Copa Intercontinental de Futsal de Outubro de 1997 foi a 2a edição da Copa Intercontinental de Futsal, e também a 2a a ser realizada no ano de 1997, já que a anterior foi realizada em Março de 1997.
O torneio foi disputado entre a equipe russa do MFK Dina Moskva e o Inter / Ulbra do Brasil. O MFK Dina Moskva foi campeão, vencendo as 3 partidas (1 nos pênaltis, 1 no tempo extra, e a última no tempo normal).

## Partidas
Jogo 1
| 07 de outubro de 1997 | MFK Dina Moskva | 0 - 0 (pen: 5 -4) | Inter / Ulbra | Moscou |
|                       |                 |                   |               |        |

Jogo 2
| 08 de outubro de 1997 | MFK Dina Moskva | 2 - 2 (prorrogação: 1 - 0) | Inter / Ulbra | Moscou |
|                       |                 |                            |               |        |

Jogo 3
| 09 de outubro de 1997 | MFK Dina Moskva | 4 - 2 | Inter / Ulbra | Moscou |
|                       |                 |       |               |        |

## Premiação
| 2ª Copa Intercontinental de Futsal  |
| ----------------------------------- |
| MFK Dina Moskva Campeão (1º título) |